# Oblomov
Oblomov (rusky Обломов) je světoznámý román ruského spisovatele Ivana Alexandroviče Gončarova, poprvé vydaný v roce 1858. Podstatná část románu vznikla při Gončarovově pobytu v Mariánských Lázních.
Hlavní postavou románu je statkář Ilja Iljič Oblomov, mimořádně líný a pasivní, extrémní případ zbytečného člověka, motivu typického pro ruskou literaturu 19. století. Oblomov je extrémně pasivní i vzhledem k ději románu – prakticky nedojde k dějovému zvratu nebo změně v ději, na níž by měl Oblomov sám výraznější podíl.
Právě díky své titulní postavě se román stal mimořádně známý, název, který je v knize použit pro Oblomovův životní přístup, totiž oblomovština, pronikl i do češtiny.

## Děj
Na hamletovskou otázku „Být či nebýt?“ Oblomov odpovídá „Ne“. Na prvních asi sto padesáti stranách románu vůbec neopouští svůj pokoj a jen zřídka vyleze z postele. Sice neustále plánuje různá vylepšení na svém chátrajícím statku Oblomovka, ale nikdy je nerealizuje a ani nesepíše.
Žije sám, pouze se svým sluhou Zacharem, který ho sice nesmírně ctí a váží si ho, ale je k němu drzý a okrádá ho, a jeho manželkou, která u něj pracuje jako kuchařka. Jeho zděděná vesnice Oblomovka nevydělává tak, jak by potřeboval, nadto se musí přestěhovat do nového bytu. S výjimkou svého přítele Štolce, jeho pravého opaku, úspěšného a aktivního muže, se stýká jen s podvodníky a příživníky, jako je například Taranťjev. S Taranťjevem domluví Oblomov pronájem drahého bytu u jeho příbuzného v odlehlé části Petrohradu a také správu jeho vesnice jiným jeho přítelem, také podvodníkem. Oblomov vzpomíná na své krásné, poklidné dětství v Oblomovce, a touží po tom se do tohoto klidu navrátit.
Příběh se vyvíjí až v okamžiku, kdy mu Štolc představí svou známou Olgu, mladou a krásnou dívku a talentovanou zpěvačku, do které se Oblomov zamiluje. Ta ho ale donutí být aktivnější, více číst a chodit do společnosti, s pomocí Štolce Oblomov dokonce začne konečně na své vesnici provádět ona plánovaná zlepšení, takže začne opět prosperovat.

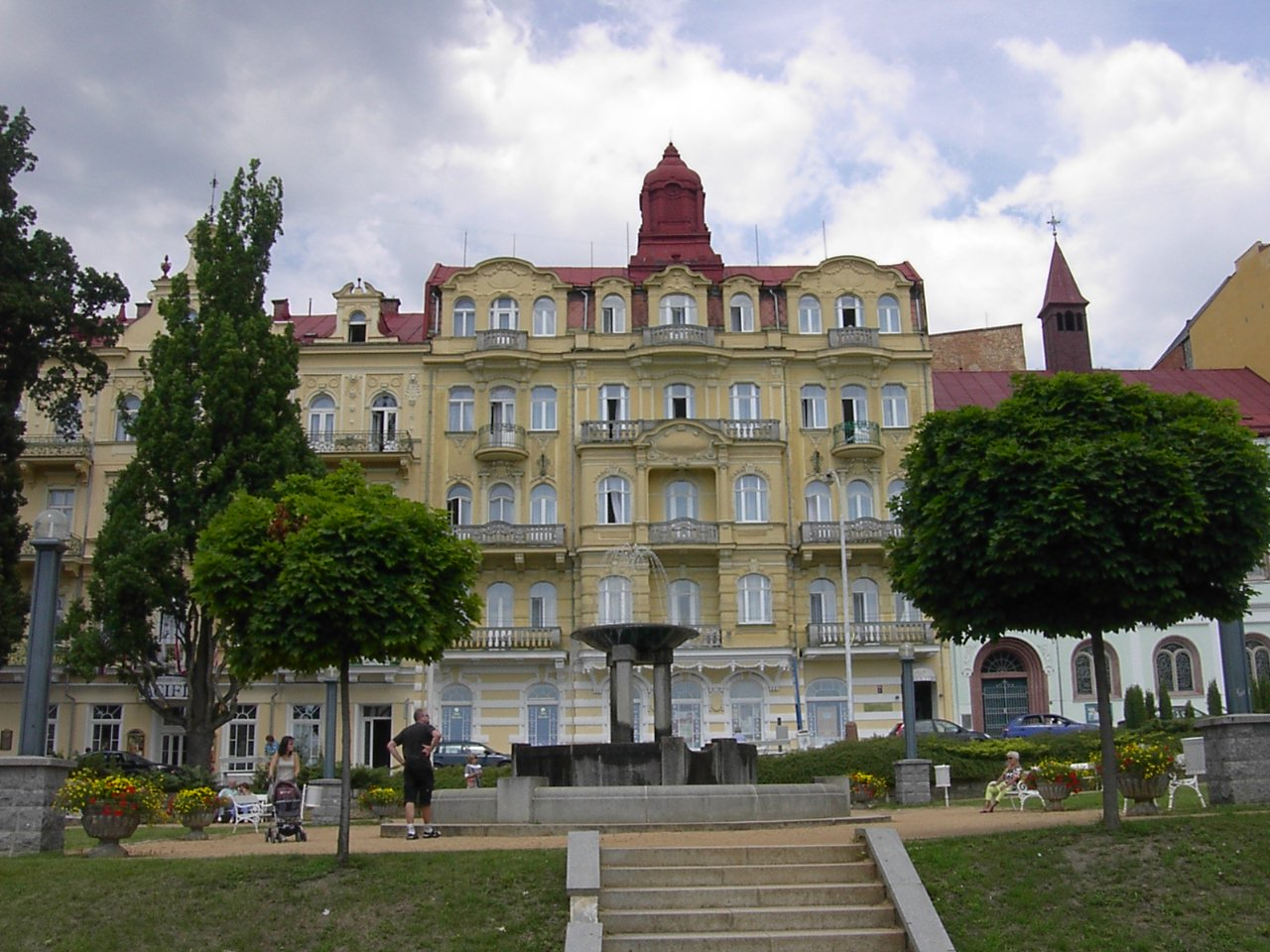
Lázeňský dům Brusel v Mariánských Lázních (Mírové náměstí 104/5), kde Gončarov napsal značnou část románu

Musí se ale přestěhovat do bytu, který si už pronajal; smlouva se nedá zrušit a na jiný byt nemá peníze. Musí se proto přestat častěji stýkat s Olgou. Ta odjíždí do Paříže, kde naváže vztah se Štolcem. Později se vezmou. U domácí, krásné vdovy Agafie, příbuzné Taranťjeva, ale najde druhou Oblomovku. Znovu může žít v klidu a líně. Postupem času se do Agafie zamiluje, nakonec si ji vezme. Svého syna, kterého s ní má, pojmenuje po Štolcovi Andrej. Když ho ale Štolc navštíví, zděsí se, jak opět upadl do apatie. Když Oblomov po čase zemře, Štolc Andreje adoptuje, aby nedopadl stejně jako Oblomov.

## Česká vydání
Česky vyšel Oblomov mnohokrát, nejrozšířenější je překlad Prokopa Voskovce. První české vydání vyšlo už 3 roky po prvním vydání ruském, tedy roku 1861, v překladu Emanuela Vávry. Autory dalších překladů jsou např. Vilém Mrštík či Stanislav Minařík, nejnověji pak Libor Dvořák (2015). Oblomov byl také zdramatizován (dramatizace byla hrána a knižně vydána také v České republice) a zfilmován (SSSR, 1979, režie Nikita Michalkov, v hlavní roli Oleg Tabakov).